# Unna Vuonas
Unna Vuonas är en sjö i Kiruna kommun i Lappland och ingår i Torneälvens huvudavrinningsområde. Sjön har en area på 0,158 kvadratkilometer och ligger 532 meter över havet. Unna Vuonas ligger i Rautas fjällurskog Natura 2000-område. Sjön avvattnas av vattendraget Tiansbäcken.

## Delavrinningsområde
Unna Vuonas ingår i det delavrinningsområde (753825-167224) som SMHI kallar för Utloppet av Unna Vuonas. Medelhöjden är 558 meter över havet och ytan är 3,11 kvadratkilometer. Räknas de 5 avrinningsområdena uppströms in blir den ackumulerade arean 84,92 kvadratkilometer. Tiansbäcken som avvattnar avrinningsområdet har biflödesordning 3, vilket innebär att vattnet flödar genom totalt 3 vattendrag innan det når havet efter 424 kilometer. Avrinningsområdet består mestadels av skog (43 procent), öppen mark (11 procent) och sankmarker (41 procent). Avrinningsområdet har 0,16 kvadratkilometer vattenytor vilket ger det en sjöprocent på 5,1 procent.